# Luvunga papuana
Luvunga papuana är en vinruteväxtart som beskrevs av Carl Karl Adolf Georg Lauterbach. Luvunga papuana ingår i släktet Luvunga och familjen vinruteväxter. Inga underarter finns listade i Catalogue of Life.